# Peter Koning
Peter Koning (Venhuizen, Holanda Septentrional, 3 de diciembre de 1990) es un ciclista neerlandés.

## Palmarés
2016
- 1 etapa del Tour de San Luis[3]
- 1 etapa del Tour de Irán

2019
- Tour de Mersin, más 1 etapa

## Resultados en Grandes Vueltas
Durante su carrera deportiva consiguió los siguientes puestos en las Grandes Vueltas. 
| Carrera | Carrera         | 2012 | 2013 | 2014 | 2015 | 2016 | 2017  | 2018 | 2019 | 2020 |
| ------- | --------------- | ---- | ---- | ---- | ---- | ---- | ----- | ---- | ---- | ---- |
|         | Giro de Italia  | —    | —    | —    | —    | —    | —     | —    | —    | —    |
|         | Tour de Francia | —    | —    | —    | —    | —    | —     | —    | —    | —    |
|         | Vuelta a España | —    | —    | —    | —    | —    | 141.º | —    | —    | —    |

—: no participa

Ab.: abandono